# Günter Kollert
Günter Kollert (* 1949 in Nürnberg, Deutschland) ist ein deutscher Pastor und Schriftsteller, hauptsächlich von Sachbüchern.
Er verbrachte seine Kindheit in Lissabon und auf einer Mission in Angola. Er besuchte die Rudolf-Steiner-Schule in Nürnberg und studierte deutsche und russische Philologie sowie Theologie. Von 1979 bis 1990 war er als Pastor in São Paulo, Brasilien, tätig, später in Deutschland.
Er übersetzte Lessing, Fichte, Novalis, Goethe ins Portugiesische und ist Pastor der Christengemeinschaft, einer von Anthroposophen gegründeten christlichen Gemeinschaft. Daneben schrieb er u. a. für das Friedrich-von-Hardenberg-Institut.
Sein bekanntestes Buch ist Der Gesang des Meeres. Er kann bisher auf rund sieben eigene Bücher sowie zahlreiche Werke in Zeitschriften verweisen sowie auf Übersetzungen von Werken ins Portugiesische.
Er lebt als Pfarrer im Ruhestand in Kassel.

## Werke (Auswahl)
- A Origim e a futuro de palavra, 1994 (in Brasilien).
- Der Gesang des Meeres – Entdeckungsfahrten als Mythos, 1997- (auf Portugiesisch erschienen als Apocalipse Portugues – O Mito dos descobrimentos e o futuro da humanidade (ohne die deutschen Kapitel V. und VII.)
- Die Apokalypse des Denkens, 2005.
- Weimar–Cambridge und zurück, 2008.
- Phantasie, Phantastik, Fantasy, 2010.
- Der siebte Saal – Fernando Pessoas Botschaft von ihm selbst entschlüsselt, 2016 (Herausgeber).